# آیگوئل آن آنگرونیت
آیگوئل آن آنگرونیت (به لاتین: Aiguille des Angroniettes) یک کوه در سوئیس است که در کانتون وله واقع شده‌است. آیگوئل آن آنگرونیت ۲٬۸۸۵ متر بالاتر از سطح دریا واقع شده‌است.